# Häuslern (Schwarzhofen)
Häuslern ist ein Gemeindeteil der Gemeinde Schwarzhofen im Oberpfälzer Landkreis Schwandorf (Bayern).

## Geographische Lage
Das Dorf Häuslern befindet sich ungefähr einen Kilometer westlich von Schwarzhofen am Osthang des 568 Meter hohen Atlasberges.

## Geschichte
Häuslern wurde bis 1978 als separater Ortsteil von Schwarzhofen aufgeführt.
1991 wurde Häuslern zu Schwarzhofen gerechnet und nicht mehr als separater Gemeindeteil geführt. In der Ortsdatenbank der Bayerischen Landesbibliothek ist Häuslern weiterhin als amtlich benannter Ortsteil eingetragen.